# Le signorine di Concarneau
Le signorine di Concarneau è un romanzo di Georges Simenon scritto nel 1935 e pubblicato per la prima volta in volume presso Gallimard nel 1936. Un preoriginale era stato pubblicato in 4 puntate sulla rivista bimensile "La Revue de France" dal 15 dicembre 1935 al 1º febbraio 1936 con il titolo  Les trois demoiselles de Concarneau.

## Trama
Protagonista del romanzo è Jules Guérec – uno scapolo di circa quarant'anni proprietario con le tre sorelle di un emporio e di tre pescherecci. Una sola delle sorelle è sposata con un funzionario della locale polizia di Concarneau. Una famiglia benestante nella quale i ruoli sono ben delineati e circoscritti e guai ad uscirne soprattutto se ciò comporta gettare ombre e pettegolezzi sull'immagine del clan. Jules pur essendo l'uomo di famiglia deve rendere conto per filo e per segno di tutto alle sorelle che controllano i cordoni della borsa.
Jules ha da poco preso la patente, non si sente ancora molto sicuro nella guida. Una sera tornando dalla città dove era stato per una riunione di lavoro è assillato dal dover giustificare la mancanza di cinquanta franchi spesi con una signorina compiacente. È un attimo e urta un ragazzino sbucato improvvisamente sul ciglio della strada. È buio, nessuno ha visto. Istintivamente fugge, ma poco dopo si ferma e torna indietro. Nel frattempo la gente del posto è uscita dalle abitazioni ma lui, passando lentamente, non ha il coraggio di fermarsi e prosegue. Tornato a casa inventa scuse sia per il ritardo sia per la mancanza dei soldi. Dopo qualche giorno il piccolo muore e iniziano le indagini affidate nientemeno che al cognato, marito della sorella Marthe. Jules è preso dai rimorsi e non sa cosa fare. Viene a sapere che il ragazzino aveva un gemello e che la madre, tale Marie Papin, è una giovane senza marito che si barcamena lavando e stirando. Le indagini non approdano a nulla. Jules, maldestramente cerca di avvicinarsi alla casa e di stabilire un contatto umano sia con la mamma che con il fratellino. Nonostante i modi bruschi e scostanti di entrambi riesce con insistenza a stabilire un minimo di rapporto e arriva persino ad offrire un lavoro al fratello handicappato di lei. Questa iniziativa e soprattutto la frequentazione con Marie non sono di gradimento alle sorelle che giudicano la giovane madre una poco di buono e per giunta non del loro livello sociale. Poco a poco Jules si convince di essere innamorato di Marie e le propone addirittura di sposarlo. Celine che è la sorella più spiccia e che afferma di conoscere il fratello come fosse un figlio suo, riflettendo sui cambiamenti e comportamenti strani di Jules intuisce tutto.
Quando il fratello poi comunica l'intenzione di sposarsi, Celine non esita un attimo a pagare il silenzio di Marie, la quale accetta. Jules è furibondo. Si sente un burattino in mano alle sorelle; non si controlla e arriva addirittura a schiaffeggiare pubblicamente Celine. È uno scandalo. Jules abbandona Concarneau e prende alloggio in un albergo di Rennes.
Passano i giorni e Jules si rende conto che forse non amava veramente Marie ma che soprattutto lei, per lui, non provava nulla se non addirittura astio e rancore per il benessere della sua famiglia.
Pian piano per intermediazione del cognato la famiglia si riappacifica. Ma ovviamente non possono più restare a Concarneau. Decidono di vendere tutto. Inizia così il declino dei Guérec.

## Particolarità
Lo spunto iniziale è simile al romanzo I complici. In entrambi lo scrittore utilizza come pretesto narrativo un involontario incidente automobilistico per analizzare i sensi di colpa, i comportamenti e le casualità che andranno a determinano il destino dei protagonisti.

## Adattamenti cinematografici e televisivi
- Les Demoiselles de Concarneau, 1987, regia televisiva di Édouard Niermans[1]

## Edizioni italiane
- Georges Simenon, Le signorine di Concarneau, trad. di Alfredo Segre, Mondadori (“Libri arancio”), Milano 1938
- Georges Simenon, Le signorine di Concarneau, trad. di Laura Frausin Guarino, Adelphi ("Biblioteca Adelphi" n° 600), Milano 2013 ISBN 978-88-459-2762-1